# Bathylamprops calmani
Bathylamprops calmani is een zeekommasoort uit de familie van de Lampropidae. De wetenschappelijke naam van de soort is voor het eerst geldig gepubliceerd in 1908 door Zimmer.